# Coordenadoria de Recursos Especiais

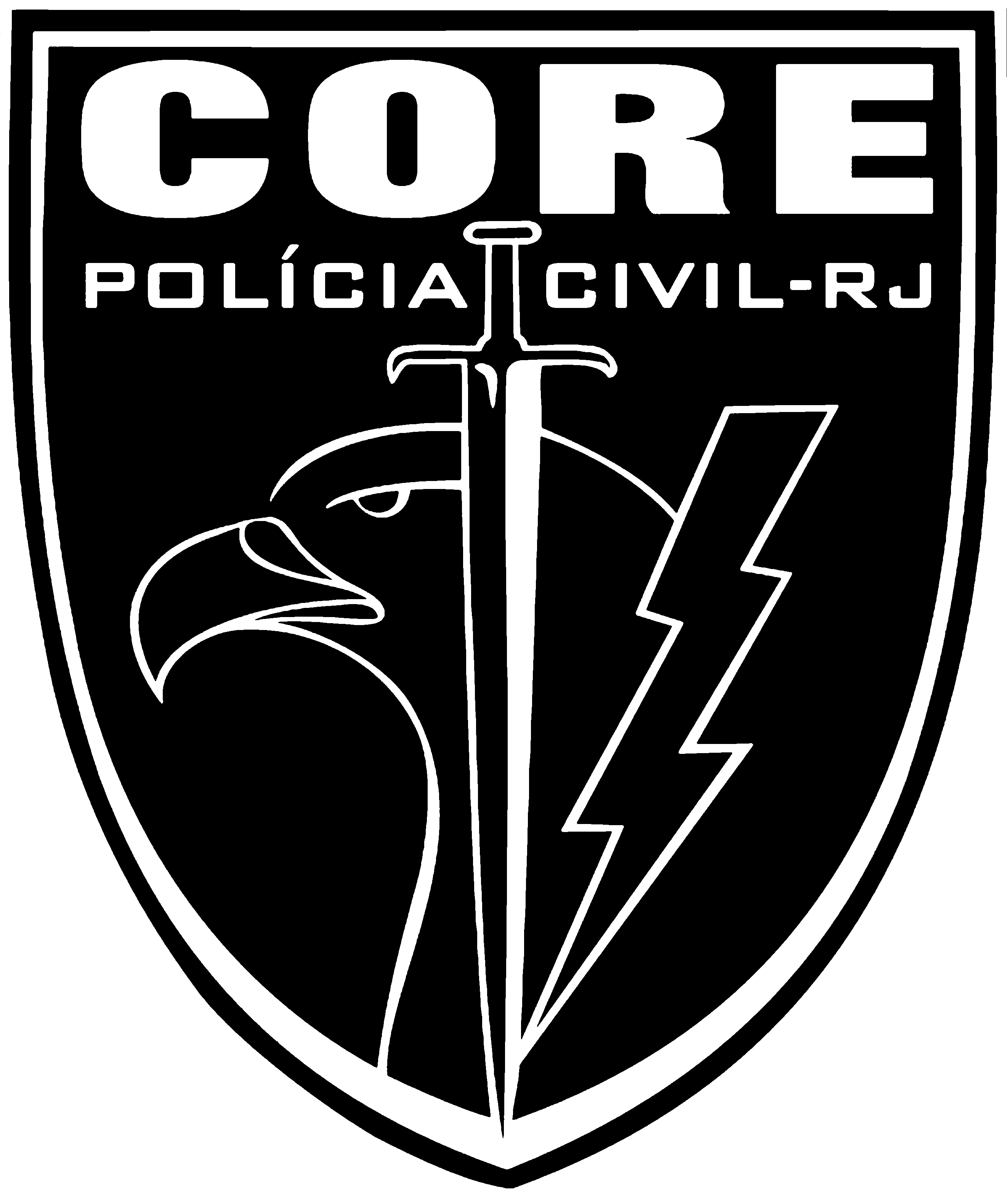

Die Coordenadoria de Recursos Especiais (portugiesisch für Koordination der Sondermittel), am besten bekannt unter dem Akronym CORE, ist die Antiterroreinheit der Zivilpolizei des Bundesstaates Rio de Janeiro. Sie wurde am 4. Juli 1969 gegründet und ist vergleichbar mit der GOE von São Paulo.

## Aufgaben
- Operationen gegen das organisierte Verbrechen
- Verhaftungen mit hohem Risiko
- VIP-Begleitung mit hohem Risiko

## Dienste

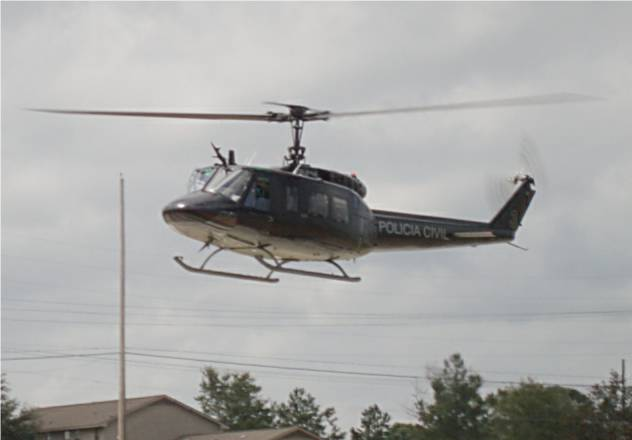
CORE-Hubschrauber - Bell Huey II

Seine Struktur setzt sich aus den folgenden operativen Einheiten zusammen:
- Serviço de Operações e Táticas Especiais (SOTE) - Dienst für spezielle Operationen und Taktiken
  - Seção de Snipers; - Scharfschützen-Abteilung
  - Seção de Operações Táticas (SOT) - Abteilung für taktische Operationen
  - Grupo de Operações Especiais (GOE) - Sondereinsatzgruppe
  - Seção de Operações Aéreas (SOA) - Abteilung für Luftoperationen
  - Seção de Operações Marítimas e Ribeirinhas (SOMAR) - Abteilung für maritime und flussbezogene Operationen
  - Seção de Gerenciamento de Crises (SGC) - Abteilung für Krisenmanagement
  - Seção de Treinamento Especializado (STE) - Abteilung für spezialisierte Ausbildung
  - Seção de Logística e Equipamentos (SLE) - Abteilung für Logistik und Ausrüstung
- Serviço de Apoio Policial (SAP) - Unterstützungsdienst der Polizei
- Serviço de Planejamento Operacional (SPO) - Einsatzplanungsdienst
- Serviço Aeropolicial (SAER) - Luftpolizeidienst
- Esquadrão Anti-bomba (EAB) - Bombenentschärfungskommando
- Serviço de Suporte Operacional (SESOP) - Betriebsunterstützende Dienstleistung

## Bewaffnung
- Taurus-Pistolen
- Glock-Pistolen
- Colt-Pistolen
- HK MP5
- Colt M16A2
- HK G3

## Gepanzerte Fahrzeuge

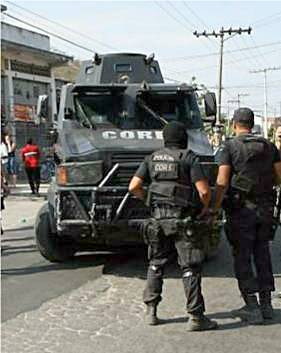
Caveirão Panzerfahrzeug

CORE verfügt über gepanzerte Fahrzeuge, im Volksmund Caveirões genannt, die vor allem bei Einsätzen eingesetzt werden, bei denen Konflikte mit Drogenhändlern wahrscheinlich sind. Der Hauptzweck dieser gepanzerten Fahrzeuge ist der Schutz von Verkleidungselementen und die Zerstörung von Barrieren, die von Drogenhändlern benutzt werden. Gepanzerte Fahrzeuge sind nach wie vor unverzichtbar bei der Unterstützung der Rettung eingeschlossener Polizeieinheiten und beim Abtransport von Verwundeten aus Konfrontationen.

## Galerie

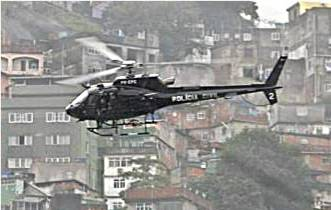
CORE Esquilo-Hubschrauber
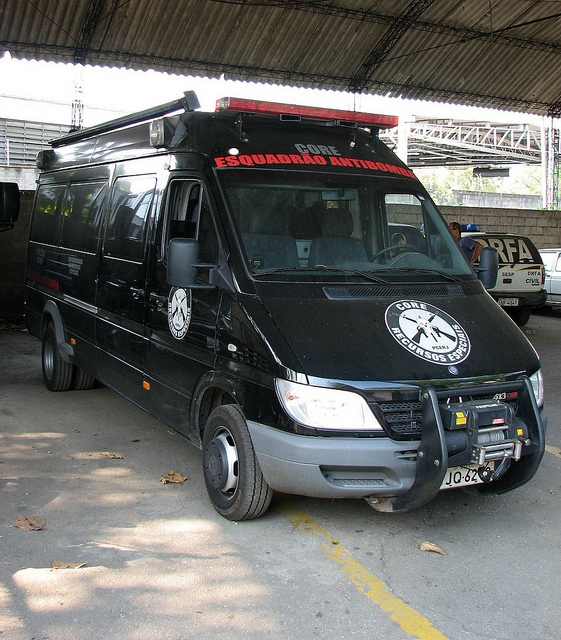
CORE-Bombenentschärfungsfahrzeug
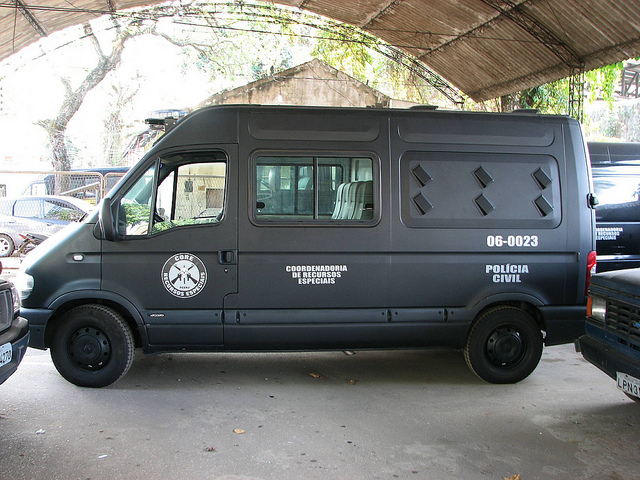
Bombenhundeinheit Fahrzeug
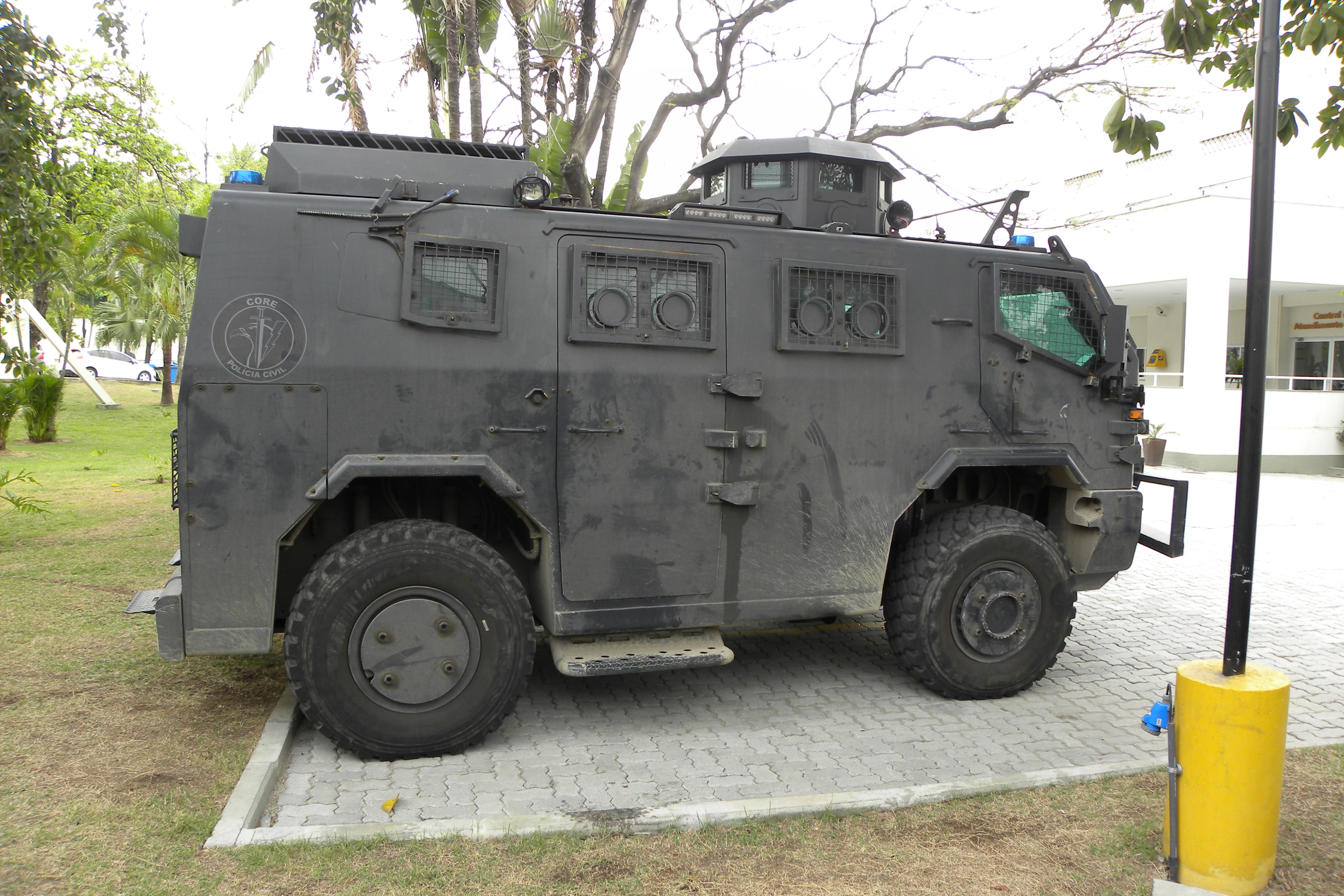
CORE Maverick APC